# 麗々亭柳橋 (初代)
初代 麗々亭 柳橋（れいれいてい りゅうきょう、生年不詳 - 1840年5月22日（天保11年4月21日）は、江戸時代の落語家。本名、不明、名字は久世？。俳名、柳橋庵亀好。人情噺の元祖。俗に「久世柳橋」。柳亭、柳家、春風亭などの柳派の祖。
初代船遊亭扇橋の門人で初名を扇遊亭？新橋から新鳥、舞遊亭扇蝶となった。扇橋と不和になり一時柳好。和解し麗々亭柳橋と改名した。
俳諧を良くした。辞世の句は「ほととぎす明かしかねたる此世かな」（『墓碣余誌』）
門人には2代目、3代目柳橋、初代春風亭柳枝、柳馬、柳鳥（後の2代目柳好）、柳里、柳佐、などがいた。